# Mysmena santacruzi
Espèce
Synonymes
- Calomyspoena santacruzi Baert & Maelfait, 1983

Mysmena santacruzi est une espèce d'araignées aranéomorphes de la famille des Mysmenidae.

## Distribution
Cette espèce est endémique des îles Galápagos. Elle se rencontre sur Floreana, Isabela, Pinzón, Santa Cruz, San Cristóbal, Seymour Nord, Santa Fe et Santiago.

## Taxinomie
Le genre monotypique Calomyspoena a été placé en synonymie avec Mysmena par Lopardo et Hormiga en 2015.

## Étymologie
Son nom d'espèce lui a été donné en référence au lieu de sa découverte, l'île Santa Cruz.

## Publication originale
- Baert & Maelfait, 1983 : Spiders of the Galápagos Islands. I. Mysmenidae (Araneae). Bulletin of the British arachnological Society, vol. 6, p. 102-108.